# Lydie Salvayre
Pour les articles homonymes, voir Salvayre et Arjona (homonymie).
Œuvres principales
- La Compagnie des spectres (1997)
- Hymne (2011)
- Pas pleurer (2014)

Lydie Salvayre, née Lydie Arjona le 15 mars 1946 à Autainville (Loir-et-Cher), est une écrivaine de langue française. Elle est lauréate du prix Goncourt 2014. Avant d’être écrivaine, elle était psychiatre.

## Biographie

### Enfance et débuts de carrière comme psychiatre
Lydie Salvayre naît en 1946 à Autainville d'un couple de républicains espagnols exilés dans le sud de la France depuis la fin de la guerre civile espagnole. Son père est andalou, sa mère catalane. Elle passe son enfance à Auterive, près de Toulouse, dans le milieu modeste d'une colonie de réfugiés espagnols.

Le français n'est pas sa langue maternelle, mais une langue qu'elle découvre et avec laquelle elle se familiarise par la littérature : 

« J’ai souvent coutume de dire que les Espagnols qui sont arrivés en France en tant que réfugiés politiques en 39, dans le village d’Auterive, constituaient une île espagnole à l’intérieur de la France. Ils étaient tous persuadés qu’ils partiraient bientôt, quand Franco serait chassé, et qu’ils rentreraient chez eux. […] Nous étions en Espagne ! Ils étaient en Espagne. Donc j’ai grandi dans une Espagne en France. »

Après son baccalauréat, elle suit des études de lettres à l'université Toulouse-Jean-Jaurès, où elle obtient une licence de Lettres modernes, avant de s'inscrire en 1969 à la faculté de médecine. Après avoir obtenu un diplôme de médecine, elle se spécialise en psychiatrie à l'université de Marseille, ville où elle exerce plusieurs années comme psychiatre résident à la clinique de Bouc-Bel-Air avant de s'installer à Paris en 1983 où elle travaille comme pédopsychiatre dans un centre psycho-pédagogique en banlieue parisienne.

### Débuts en écriture
Lydie Salvayre commence à écrire à la fin des années 1970 et commence à publier dans des revues littéraires d'Aix-en-Provence et de Marseille au début des années 1980.
Après la sélection de plusieurs de ses romans pour des prix littéraires, son ouvrage La Compagnie des spectres, paru en 1997, reçoit le prix Novembre, puis est élu « Meilleur livre de l'année » par la revue littéraire Lire.
Lydie Salvayre obtient également le prix François-Billetdoux pour son roman B.W..

### Consécration avecPas pleurer, prix Goncourt 2014
En 2014, elle écrit son roman Pas pleurer, qui obtient le prix Goncourt. L'écriture de ce roman est motivée par la lecture des Grands Cimetières sous la lune, de l'écrivain français Georges Bernanos : 

« Quand j’ai lu Les Grands cimetières sous la lune, j’ai eu un choc immense, parce que j’y découvrais une Espagne dont j’ignorais à ce point la violence. […] J’ai écrit la première page de Pas pleurer juste après avoir terminé la lecture des Grands cimetières sous la lune. Je ne suis pas sûre que j’aurais écrit ce livre sans cette lecture. »

Le roman met en parallèle deux voix, celle de Bernanos et celle de Montse, la mère de la romancière, en évoquant aussi sa grande sœur, Lunita. « Je ne voulais aucune hiérarchie possible entre la voix de cet écrivain, impeccable, française, épurée, parfaitement grammaticale, et ce que j’appelle le “fragnol” de ma mère, mélange parfois improbable de catalan et de français. »
Le constat effroyable que dresse Georges Bernanos de la violence commise à Palma de Majorque résonne ainsi avec le drame familial qu’ont vécu Montse et son frère Jose à l'aube de la Révolution libertaire de 1936 en Espagne.
Pas pleurer est traduit dans une vingtaine de langues.
Une adaptation théâtrale du roman est créée à l'Institut français de Barcelone le 8 février 2019, en présence de l'écrivaine, avec les comédiens Anne Sée et Marc Garcia Coté, dans une mise en scène signée par Anne Monfort.

### Tout homme est une nuit(2017)
Ce roman raconte l'histoire d'un jeune homme nommé Anas, aux origines espagnoles, qui apprend qu'il souffre d'un cancer et décide de fuir le monde, aussi bien sa compagne que son emploi. Il recherche sur leboncoin.fr un cercueil bio et confortable et s'installe loin, dans un village du Midi, où il se trouve confronté à une bande de piliers de bar qui ne jurent que par Marine Le Pen et Donald Trump.

Lydie Salvayre a expliqué qu'elle avait ressenti une intimation à écrire cet ouvrage dans le contexte politique de l'époque : 

« Est arrivée la campagne présidentielle. Pas un jour ne passait sans que j’entende une bassesse, une invective, un propos xénophobe ou d’exclusion. Je me suis dit que je ne pouvais pas continuer à faire mes petits romans, comme si de rien n’était. Je ne pouvais pas et ne voulais pas me dérober, même si je tiens en suspicion la littérature qui surfe sur les événements présents pour aller à l’émotion et faire du réalisme à bon compte. Je suis souvent dans le désir du monde et dans le désir de retrait. Cette fois je me suis dit qu’il fallait y aller. »

Jérôme Garcin décrit ainsi le roman : « Dans ce roman à deux voix, Lydie Salvayre fait se croiser, se frotter, se cogner, jusqu'à un épilogue cynégétique, le journal d'Anas, lecteur du cardinal de Retz et de Bouvard et Pécuchet devant l’Éternel, et le chœur dissonant du Café des Sports. Le miel et le fiel. […] Preuve du talent féroce de cette femme indignée, qui ne s'accommode pas de la hideur du monde. Pas pleurer, mais toujours vigiler. »

### Vie privée
Lydie Salvayre est en couple avec l'éditeur et écrivain Bernard Wallet, ancien champion d'athlétisme et fondateur des éditions Verticales , où elle a été publiée. Elle partage son temps entre un pied-à-terre parisien et une maison au Pin, petit village du Gard.

### Prises de position
Elle dénonce avec d'autres écrivains dans une tribune en mai 2025 le « génocide » de la population à Gaza et demande « un cessez-le-feu immédiat ».

## Décoration
- Commandeure de l'ordre des Arts et des Lettres ; officière en 2003[13]

## Œuvres

### Publications
- 1990 : La Déclaration, Julliard
- 1991 : La Vie commune, Julliard
- 1993 : La Médaille, Le Seuil
- 1995 : La Puissance des mouches, Le Seuil
- 1997 : La Compagnie des spectres, Le Seuil
- 1997 : Quelques conseils aux élèves huissiers, Verticales
- 1999 : La Conférence de Cintegabelle, Le Seuil
- 2000 : Les Belles Âmes, Le Seuil
- 2001 : Le Vif du vivant, Cercle d'art
- 2002 : Et que les vers mangent le bœuf mort, Verticales
- 2002 : Contre, Verticales (+ CD audio avec Serge Teyssot-Gay et Marc Sens)
- 2003 : Passage à l'ennemie, Le Seuil
- 2005 : La Méthode Mila, Le Seuil
- 2006 : Dis pas ça, Verticales (+ CD audio avec Serge Teyssot-Gay, Marc Sens et Jean-Paul Roy)
- 2006 : Lumières sur la CCAS. Les activités sociales des salariés de l'énergie, collectif, Cercle d'art
- 2007 : Portrait de l'écrivain en animal domestique, Le Seuil
- 2008 : Petit traité d'éducation lubrique, Cadex
- 2009 : BW, Le Seuil
- 2011 : Hymne, Le Seuil
- 2013 : Sept femmes. Emily Brontë, Marina Tsvetaeva, Virginia Woolf, Colette, Sylvia Plath, Ingeborg Bachmann, Djuna Barnes, Librairie Académique Perrin
- 2014 : Pas pleurer, Le Seuil.

- Prix Goncourt 2014
- Prix des libraires de Nancy – Le Point 2014
- 2017 : Tout homme est une nuit, Le Seuil
- 2019 : Marcher jusqu'au soir, Stock
- 2021 : Rêver debout, Le Seuil
- 2023 : Irréfutable essai de successologie, Le Seuil
- 2024 : Depuis toujours nous aimons les dimanches, Le Seuil
- 2024 : L’honneur des chiens, Éditions L’ire des Marges
- 2024 : Lydie Salvayre - Écrire entre deux langues, Collectif sous la direction de Jean-Paul Engélibert, Éditions L’ire des Marges

#### Préfaces
- 2004 : Femmes dans la guerre, collectif, Paris, Le Félin
- 2010 : Les Madones du trottoir : évocation de Sylvain Fourcassié, Cadex

### Radio
La Vie commune
- 1995 : La Nouvelle Secrétaire, adaptation de Cosima de Boissoudy, réalisation Jacques Taroni France Culture

### Théâtre
- La Puissance des mouches
  - 2005 : mise en scène d'Yvon Chaix, théâtre Jean-Vilar, Bourgoin-Jallieu
  - 2005 : mise en scène de Gérard Lorcy, La Minoterie, Marseille
- La Compagnie des spectres
  - 2002 : mise en scène de Monica Espina, théâtre national de Chaillot
  - 2003 : mise en scène de Monica Espina, théâtre Jean-Vilar, Vitry-sur-Seine
  - 2006 : mise en scène de Gérard Lorcy, salle Henri Salvador, Villers-Saint-Paul
  - 2008 : mise en scène de Pierre Béziers, tournée dans les Bouches-du-Rhône, dans l’Hérault, dans les Alpes-de-Haute-Provence, puis au théâtre du Lucernaire à Paris
  - 2011 : mise en scène Zabou Breitman, théâtre de la Commune, Aubervilliers
- La conférence de Cintagabelle
  - 2005 : mise en scène Jean-Yves Lazennec, théâtre de la Commune, Aubervilliers
- Les Belles âmes
  - 2008 : mise en scène et adaptation de Laurence Février, théâtre national de Chaillot, Paris
- Quelques conseils aux élèves huissiers
  - 2003 : mise en scène Serge Royer avec Jean-Luc Bayard
  - 2012 : mise en scène Jeanne Mathis avec Frédéric Andrau, théâtre Arto, Avignon

### Scénario
- 2021 : H24 (série télévisée) - épisode 5, 11h - Avis d'expulsion

### Sur Lydie Salvayre
- Stéphane Bikialo (dir.), Lydie Salvayre, Classiques Garnier, 2021. Avec un inédit de Lydie Salvayre et un long entretien avec elle, ainsi que des contributions de Stéphane Bikialo, Eric Chevillard, Marie Cosnay, Jean-Paul Engélibert, Monica Espina, Ben Faccini, Marie-Pascale Huglo, Juliette Mézenc, Warren Motte, Catherine Rannoux, Martin Rass, Sylvie Servoise, Dominique Viart, Serge Teyssot-Gay.https://classiques-garnier.com/lydie-salvayre.html
- Stéphane Bikialo, « La formule ‘culture d’entreprise’ : une fiction de l’entreprise », La Licorne n° 103 : Dire le travail. Fiction et témoignage depuis 1980, éd. S. Bikialo et J.-P. Engélibert, Rennes, PUR, 2012, p. 179-193.
- Stéphane Bikialo, « Genre de discours et réalité dans la fiction narrative contemporaine », dans Fictions narratives du XXIe siècle : approches stylistiques, rhétoriques, sémiotiques (dir. C. Narjoux et C. Stolz), La Licorne n° 114, PUR, décembre 2014, p. 85-99.
- Stéphane Bikialo, « Ordre et inquiétude du discours dans le discours littéraire contemporain: Portrait de l’écrivain en animal domestique de Lydie Salvayre », dans L'Analyse du discours : de la théorie à la pratique (dir. A. Kieliszczyk et E. Pachocinska), Varsovie, Wydawnictwa Uniwersytetu Warszawskiego, 2014, p. 13-28.
- Stéphane Bikialo, « Cette servitude dite volontaire (penser avec Lydie Salvayre) », dans Dire les inégalités. Représentations, figures, savoirs (dir. R. Guidée), Presses Universitaires de Rennes, coll. « Essais », 2016, p. 101-110.
- Jean-Paul Engélibert, « Ressources inhumaines. Le nouvel esprit du travail dans quatre romans français contemporains (François Bon, François Emmanuel, Aurélie Filipetti, Lydie Salvayre) », TRANS-, n° 4, « A quoi bon la littérature ? », revue en ligne : http://trans.univ-paris3.fr/article.php3?id_article=183 ; mise en ligne juillet 2007.
- Jean-Paul Engélibert (dir.), Lydie Salvayre, écrire entre deux langues. Bègles, L'ire des marges, 2024.
- Corinne Grenouillet, « Faut-il en rire ? La défamiliarisation des discours du management et du néo-libéralisme dans trois romans contemporains », dans La Langue du management et de l’économie à l’ère néolibérale. Formes sociales et littéraires (dir. C. Grenouillet et C. Vuillermot-Febvet), Strasbourg, Presses universitaires de Strasbourg, p. 207-221.
- Corinne Grenouillet, « Mémoire de l’événement dans La Compagnie des spectres et Pas pleurer de Lydie Salvayre », Études françaises, volume 54, n°3, 2018, p. 109-130 (lire en ligne).
- Marie-Pascale Huglo, « La Pythie de Créteil : Voix et spectacle dans La Compagnie des spectres de Lydie Salvayre », Études françaises, vol. 39 n° 1, 2003, p. 39-55 (lire en ligne), repris dans « Le théâtre du roman : La Compagnie des spectres de Lydie Salvayre », Le Sens du récit, Lille, PU du Septentrion, 2007, p. 115-127.
- Brigitte Louichon, « Lydie Salvayre : parler au nom d'Olympe », Nouvelles écrivaines : nouvelles voix ?, éditions Rodopi, coll. « Faux titre », 2002.
- Warren Motte, « Voices in Her Head », SubStance 104, 2004, p. 13-29.
- Warren Motte, « Lydie Salvayre and the Uses of Literature », French Review vol. 79 n° 5, 2006, p. 1010-1023.
- Warren Motte,« Lydie Salvayre's Literature », Fiction Now: The French Novel in the Twenty-First Century, Champaign, Dalkey Archive Press, 2008, p. 91-110.
- Estelle Mouton-Rovira et Jean-Paul Engélibert (dir.), Lydie Salvayre, écrire avec. Romanesques, revue du Cercll, hors-série 2024, Paris, Classiques Garnier, 2025.
- Sylvie Servoise, « L’écrivain, un travailleur comme les autres ? » (sur Portrait de l’écrivain en animal domestique de Lydie Salvayre et Daewoo de François Bon), dans A. Adler et M. Heck (dir.), Écrire le travail au XXIe siècle : quelles implications politiques ? Paris, Presses de la Sorbonne Nouvelle, 2016, p. 55-66.
- Sylvie Servoise, « La vie commune de Lydie Salvayre : chronique des dominations ordinaires », Études françaises, vol. 55, n° 3, 2019, p. 173-187 (lire en ligne).

### Articles
- Marianne Grosjean, « Lydie Salvayre injecte de la joie libertaire dans l’horreur franquiste », Tribune de Genève,‎ 4 novembre 2014 (lire en ligne)